# Come on (씨엔블루의 노래)
"Come On"는 그룹 씨엔블루(CNBLUE)의 세 번째 메이저 싱글앨범으로, 2012년 8월 1일 일본에서 발매되었다.

## 수록곡
1. Come On - 정용화 작사 / 이종현 작곡
2. Wake up - 정용화 작사 및 작곡
3. My miracle - 정용화 작사 / 이종현 작곡
4. Come On (Inst.) -정용화 작사 / 이종현 작곡